# Boophis erythrodactylus
Boophis erythrodactylus är en groddjursart som först beskrevs av Jean Guibé 1953.  Boophis erythrodactylus ingår i släktet Boophis och familjen Mantellidae. IUCN kategoriserar arten globalt som livskraftig. Inga underarter finns listade.